# Ursina Badilatti
Ursina Badilatti (ur. 17 grudnia 1982 w Poschiavo) – szwajcarska biegaczka narciarska, zawodniczka klubu TG Hütten.

## Kariera
Po raz pierwszy na arenie międzynarodowej Ursina Badilatti pojawiła się 5 grudnia 1998 roku w Ulrichen, gdzie w zawodach FIS Race była jedenasta w biegu na 5 km techniką dowolną. W lutym 1999 roku wzięła udział w mistrzostwach świata juniorów w Saalfelden zajmując 50. miejsce w biegu na 5 km stylem klasycznym. Jeszcze trzykrotnie startowała na imprezach tego cyklu, najlepszy wynik osiągając podczas mistrzostw świata juniorów w Karpaczu w 2001 roku, gdzie była dziesiąta na dystansie 15 km stylem dowolnym. W Pucharze Świata zadebiutowała 13 grudnia 2003 roku w Davos, zajmując 61. miejsce w biegu na 10 km klasykiem. Mimo kilku sezonów startów w PŚ nigdy nie zdobyła pucharowych punktów i nie była uwzględniana w klasyfikacji generalnej. Od 2003 roku startuje także w zawodach FIS Marathon Cup, w których dwukrotnie stawała na podium. W klasyfikacji generalnej była między innymi piąta w sezonie 2012/2013. Nigdy nie brała udziału w igrzyskach olimpijskich ani mistrzostwach świata.

## Osiągnięcia

### Mistrzostwa świata juniorów
| Miejsce | Dzień       | Rok  | Miejscowość                   | Konkurs                 | Wynik       | Strata      | Zwyciężczyni           |
| ------- | ----------- | ---- | ----------------------------- | ----------------------- | ----------- | ----------- | ---------------------- |
| 50.     | 3 lutego    | 1999 | Saalfelden am Steinernen Meer | 5 km stylem klasycznym  | 14:23,5 min | +1:54,3 min | Lina Andersson         |
| 15.     | 25 stycznia | 2000 | Štrbské Pleso                 | 5 km stylem dowolnym    | 14:35,3 min | +1:47,0 min | Jekatierina Sczastliwa |
| 19.     | 30 stycznia | 2000 | Štrbské Pleso                 | 15 km stylem klasycznym | 50:48,1 min | +4:00,4 min | Evi Sachenbacher       |
| 10.     | 30 stycznia | 2001 | Szklarska Poręba              | 15 km stylem dowolnym   | 46:43,5 min | +1:29,5 min | Pirjo Manninen         |
| 36.     | 1 lutego    | 2001 | Szklarska Poręba              | 5 km stylem klasycznym  | 15:42,6 min | +1:50,4 min | Lina Andersson         |
| 23.     | 22 stycznia | 2002 | Schonach                      | 15 km stylem klasycznym | 44:00,0 min | +2:53,9 min | Jewgienija Krawcowa    |
| 45.     | 24 stycznia | 2002 | Schonach                      | 5 km stylem dowolnym    | 16:15,1 min | +1:34,7 min | Élodie Bourgeois-Pin   |

### Puchar Świata

#### Miejsca w klasyfikacji generalnej
- sezon 2003/2004: -
- sezon 2005/2006: -
- sezon 2006/2007: -
- sezon 2007/2008: -
- sezon 2008/2009: -
- sezon 2009/2010: -
- sezon 2010/2011: -

#### Miejsca na podium
Badilatti nigdy nie zajęła miejsca na podium zawodów Pucharu Świata.

### FIS Marathon Cup

#### Miejsca w klasyfikacji generalnej
- sezon 2002/2003: 28.
- sezon 2003/2004: 33.
- sezon 2004/2005: 16.
- sezon 2005/2006: 19.
- sezon 2006/2007: 6.
- sezon 2008/2009: 20.
- sezon 2009/2010: 39.
- sezon 2010/2011: 14.
- sezon 2011/2012: 13.
- sezon 2012/2013: 5.

#### Miejsca na podium
| Nr | Dzień     | Rok  | Zawody              | Dystans                 | Czas biegu  | Strata      | Pozycja | Zwyciężczyni    |
| -- | --------- | ---- | ------------------- | ----------------------- | ----------- | ----------- | ------- | --------------- |
| 1. | 11 marca  | 2007 | Engadin Skimarathon | 42 km stylem dowolnym   | 1:50:32,6 h | +2:55,5 min | 3.      | Laurence Rochat |
| 2. | 17 lutego | 2011 | Tartu Maraton       | 63 km stylem klasycznym | 2:58:53,0 h | +7:12,0 min | 3.      | Sandra Hansson  |